# Polycyrtidea flavopicta
Polycyrtidea flavopicta är en stekelart som först beskrevs av William Harris Ashmead 1900.  Polycyrtidea flavopicta ingår i släktet Polycyrtidea och familjen brokparasitsteklar. Inga underarter finns listade i Catalogue of Life.